# 宋攻滕之战
宋攻滕之战，宋国攻打滕国的戰爭。
前600年，滕昭公去世。同年冬，乘滕国有丧事，宋军包围滕国。因为滕国人依靠晋国而不事奉宋国，前599年六月，宋文公派军队进攻滕国。前414年，滕国被越王朱勾灭亡，不久后复国。至战国时期，依然遭受宋国的打击，前296年，滕国最终被宋王偃所灭。